# Lasmigona
Lasmigona је род слатководних шкољки, мекушаци из породице Unionidae.

## Врсте
Врсте у оквиру рода Lasmigona:
- Lasmigona alabamensis Clarke, 1985
- Lasmigona complanata (Barnes, 1823) – white heelsplitter. Пронађена на средњем западу Сједињених Америчких Држава у Илиноису, Индијани, Висконсину, и Мичигену.[2]
- Lasmigona compressa (Lea, 1829) – creek heelsplitter
- Lasmigona costata (Rafinesque, 1820) – fluted-shell, flutedshell
- Lasmigona decorata (Lea, 1852) – Carolina heelsplitter
- Lasmigona etowaensis (Conrad, 1849)
- Lasmigona holstonia (Lea, 1838) – Tennessee heelsplitter
- Lasmigona subviridis (Conrad, 1835) – green floater

## Синоними
- Pterosyna Rafinesque, 1831
- Amblasmodon Rafinesque, 1831
- Sulcularia Rafinesque, 1831
- Lymnadia Sowerby, 1839
- Complanaria Swainson, 1840
- Megadomus Swainson, 1840
- Elasmogona Agassiz, 1846
- Alasminota Ortmann, 1914
- Platynaias Walker, 1918